# Взрослые девочки (альбом)
«Взрослые девочки» — девятый студийный альбом российской поп-группы REFLEX. Релиз пластинки, выпущенной лейблом группы REFLEXMUSIC, состоялся 9 октября 2015 года на портале iTunes. На диске представлено 13 композиций. Альбом получил в целом положительные отзывы критиков.

## Работа над альбомом
По словам продюсера коллектива Вячеслава Тюрина, работа над новым альбомом началась в марте 2014 года. Изначально планировалось выпустить альбом как сольный материал Ирины Нельсон, но в итоге он был анонсирован под именем группы REFLEX.
Диск получился великолепный! Процесс создания занял практически два года. И это совершенно другая работа. Сами услышите. Она во многом автобиографична. Большинство песен, которые написал Вячеслав Тюрин, наполнены текстами о нас самих. По части лирики в альбоме все будет без изменений. Для себя в нём найдут любимую музыку фанаты группы 2002 года и те, кто полюбил нас в 2012. Но все, что вы там услышите, это настоящий 2015 год!Ирина Нельсон об альбоме .
30 марта 2015 года состоялась премьера песни «Художник», которая стала первым синглом в поддержку альбома. Съёмки клипа на песню прошли в октябре 2014 года. Премьера клипа состоялась вместе с премьерой сингла. Видео стало визитной карточкой масштабного социального проекта, посвященного защите детей от родительской агрессии. В начале октября трек прозвучал в эфире «Русского Радио».
В сентябре прошли съёмки концертного видеоклипа на заглавную песню альбома «Взрослые девочки». Спустя две недели после релиза пластинка добралась до пятой строчки чарта продаж интернет-магазина. В ноябре в Москве прошли съёмки официального клипа на заглавную композицию. 19 декабря состоялся релиз одноимённой виниловой пластинки. 10 февраля 2016 года в пресс-центре информационного агентства «Национальная служба новостей» состоялась её презентация. Также в Таиланде под руководством Вячеслава Тюрина прошли съёмки клипов на композиции из нового альбома: «После тебя», «Ты не узнаешь...» и «Всё, что хотела».
6 февраля 2016 года в эфире «Русского Радио» состоялась премьера композиции «Говори со мной». 23 марта состоялся релиз делюкс-версии альбома, в которую помимо песен основного издания вошли также песни «Говори со мной» и «Солнце». 26 апреля в московском клубе «Облака» состоялась презентация альбома.

## Реакция критиков
Рита Скитер из InterMedia отметила «вполне говорящий» заголовок альбома — «Взрослые девочки», указывающий на «некоторое переосмысление творческого подхода». Рецензент посчитала пластинку качественной в музыкальном плане и концептуальной в плане трек-листа работой. Главным флагманом альбома Рита считает заглавную композицию «Взрослые девочки», где солистка группы Ирина Нельсон «показывает, как можно не путать драматизм и истерику». Также рецензент отмечает треки «Бросай оружие», «Спасибо и прости», «Маленький принц», а также интро-вступление к диску, задающее, по её мнение, настроение и тему всему альбому.
Гуру Кен дал альбому смешанную оценку. Рецензент отметил аранжировки, которые «наполнены вполне модными звучками», и тексты песен, которые «разъясняют сложности бытия „взрослых девочек“». Однако по мнению рецензента, «мелодий просто нет», и продюсер группы Вячеслав Тюрин «пытается на полном серьезе объяснить, отчего великовозрастные дамы ощущают себя „девочками“».

## Список композиций
| №                   | Название                                | Текст песни                  | Музыка                             | Длительность |
| ------------------- | --------------------------------------- | ---------------------------- | ---------------------------------- | ------------ |
| 1.                  | «Introduction — Погружение»             | —                            | Вячеслав Тюрин                     | 3:15         |
| 2.                  | «Свобода и любовь»                      | Вячеслав Тюрин, Глеб Кулыгин | Вячеслав Тюрин                     | 3:47         |
| 3.                  | «Взрослые девочки»                      | Вячеслав Тюрин               | Вячеслав Тюрин                     | 3:00         |
| 4.                  | «Бросай оружие»                         | Вячеслав Тюрин               | Вячеслав Тюрин                     | 3:55         |
| 5.                  | «После тебя»                            | Вячеслав Тюрин, Илья Кунин   | Вячеслав Тюрин                     | 3:25         |
| 6.                  | «Ты не узнаешь...»                      | Андрей Беляев                | Евгений Бардаченко, Вячеслав Тюрин | 3:33         |
| 7.                  | «Маленький принц»                       | Вячеслав Тюрин               | Вячеслав Тюрин                     | 3:18         |
| 8.                  | «Спасибо и прости»                      | Вячеслав Тюрин               | Вячеслав Тюрин                     | 3:43         |
| 9.                  | «Наша жизнь»                            | Вячеслав Тюрин               | Вячеслав Тюрин                     | 4:00         |
| 10.                 | «Всё, что хотела»                       | Вячеслав Тюрин               | Вячеслав Тюрин                     | 3:09         |
| 11.                 | «Водопад»                               | Вячеслав Тюрин               | Вячеслав Тюрин                     | 3:12         |
| 12.                 | «В московском небе (дуэт с В. Тюриным)» | Ирина Нельсон                | Вячеслав Тюрин, Ирина Нельсон      | 3:39         |
| 13.                 | «Художник»                              | Вячеслав Тюрин               | Вячеслав Тюрин                     | 3:06         |
| Общая длительность: | Общая длительность:                     | Общая длительность:          | Общая длительность:                | 43:02        |

| №                   | Название                                | Текст песни                   | Музыка                             | Длительность |
| ------------------- | --------------------------------------- | ----------------------------- | ---------------------------------- | ------------ |
| 1.                  | «Introduction — Погружение»             | —                             | Вячеслав Тюрин                     | 3:15         |
| 2.                  | «Свобода и любовь»                      | Вячеслав Тюрин, Глеб Кулыгин  | Вячеслав Тюрин                     | 3:47         |
| 3.                  | «Взрослые девочки»                      | Вячеслав Тюрин                | Вячеслав Тюрин                     | 3:00         |
| 4.                  | «Бросай оружие»                         | Вячеслав Тюрин                | Вячеслав Тюрин                     | 3:55         |
| 5.                  | «После тебя»                            | Вячеслав Тюрин, Илья Кунин    | Вячеслав Тюрин                     | 3:25         |
| 6.                  | «Ты не узнаешь...»                      | Андрей Беляев                 | Евгений Бардаченко, Вячеслав Тюрин | 3:33         |
| 7.                  | «Маленький принц»                       | Вячеслав Тюрин                | Вячеслав Тюрин                     | 3:18         |
| 8.                  | «Спасибо и прости»                      | Вячеслав Тюрин                | Вячеслав Тюрин                     | 3:43         |
| 9.                  | «Наша жизнь»                            | Вячеслав Тюрин                | Вячеслав Тюрин                     | 4:00         |
| 10.                 | «Всё, что хотела»                       | Вячеслав Тюрин                | Вячеслав Тюрин                     | 3:09         |
| 11.                 | «Говори со мной» (бонус)                | Вячеслав Тюрин                | Вячеслав Тюрин                     | 3:12         |
| 12.                 | «Водопад»                               | Вячеслав Тюрин                | Вячеслав Тюрин                     | 3:12         |
| 13.                 | «Солнце» (бонус)                        | Вячеслав Тюрин, Ирина Нельсон | Вячеслав Тюрин, Ирина Нельсон      | 3:26         |
| 14.                 | «В московском небе (дуэт с В. Тюриным)» | Ирина Нельсон                 | Вячеслав Тюрин, Ирина Нельсон      | 3:39         |
| 15.                 | «Художник»                              | Вячеслав Тюрин                | Вячеслав Тюрин                     | 3:06         |
| Общая длительность: | Общая длительность:                     | Общая длительность:           | Общая длительность:                | 49:40        |

## Версии изданий альбома
| Название                          | Формат                   | Дата релиза     |
| --------------------------------- | ------------------------ | --------------- |
| Взрослые девочки                  | CD, цифровая дистрибуция | 9 октября 2015  |
| Взрослые девочки                  | LP                       | 19 декабря 2015 |
| Взрослые девочки (Deluxe edition) | CD, цифровая дистрибуция | 23 марта 2016   |